# Westerdoksdijk 40

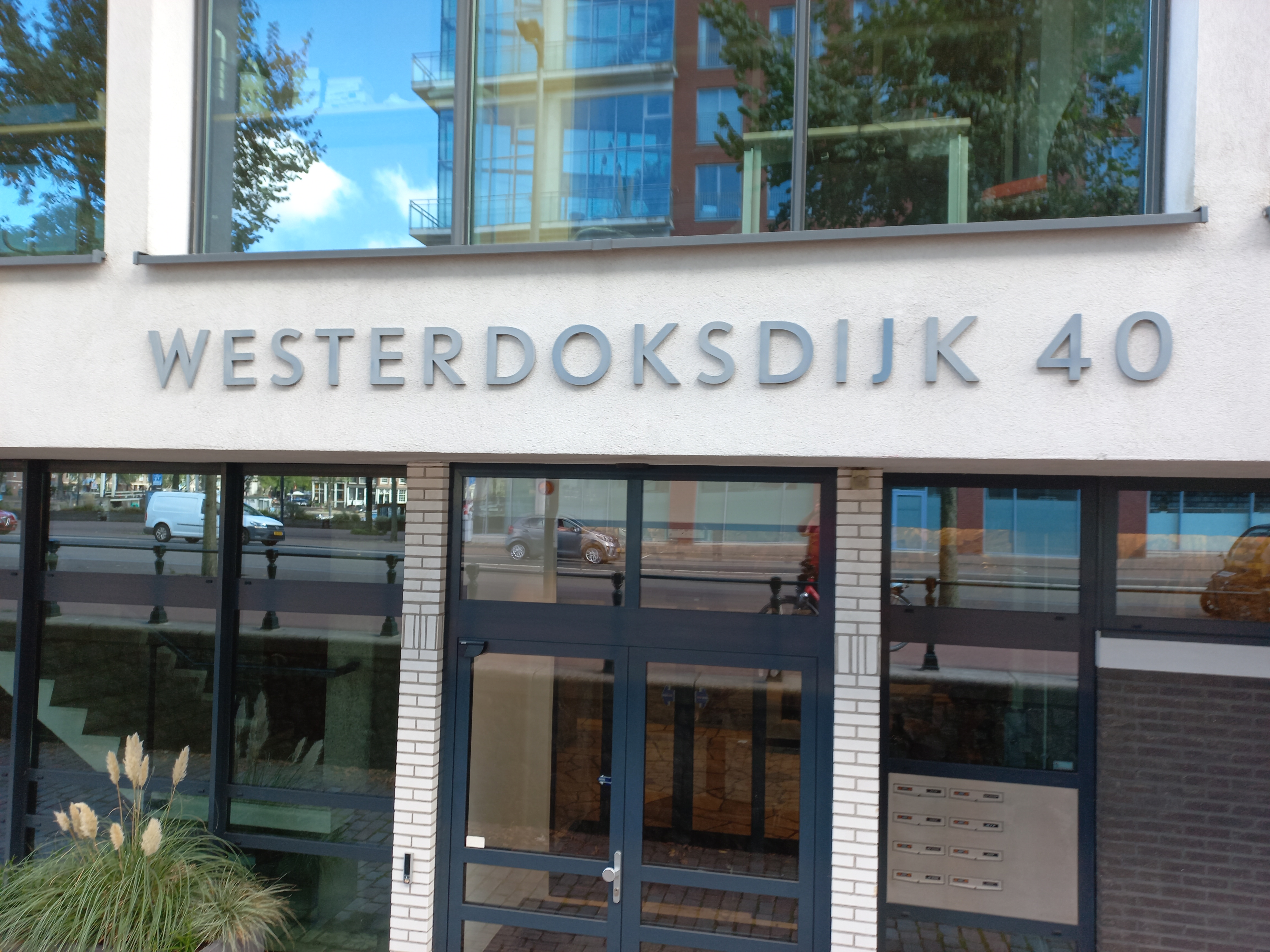
Naambord (september 2024)

Westerdoksdijk 40 te Amsterdam is een gebouw aan de Westerdoksdijk in Amsterdam-Centrum.
Het gebouw werd neergezet tussen de straat op de dijk en het IJ. Tijdens de bouw lagen tussen straat en gebouw nog rails van het rangeerterrein richting naar en vanaf de opslagloodsen op het Stenen Hoofd.
NV Reederij v/h gebroeders  Goedkoop liet hier vanaf 1958 een nieuw complex bouwen, vlak naast Het Stenen Hoofd. Volgens Het Parool in 1959 werd het complex boven het water gebouwd. Het 27 meter hoog hoofdgebouw bestaat uit een breed onderstuk waarin allerlei diensten en dienstwoningen werden ondergebracht, daarboven een soort flatgebouw die dienst deed als verkeerstoren. Het geheel werd afgesloten door een dakterras. Het bouwen boven water bracht moeilijkheden met zich mee, die werden opgelost door eerst een plateau van 120 bij 50 meter te plaatsen op de circa 25 meter lange paalfundering, van waaruit verder gebouwd werd. Bij het complex werden nog twee loodsen gebouwd. Opvallendst waren destijds de enorme drijvende steigers opgebouwd uit caissons. Er werd gekozen voor drijvende steigers omdat het funderen ervan te kostbaar was. Er was plek om de 22 speelboten, 2 drijvende bokken, een bergingsvaartuig en een bunkerschip aan te meren. Medewerkers in het hoofdgebouw hadden ofwel zicht op het IJ (noorden) of het gigantische rangeercomplex van de Spoorwegen (zuiden). De bouw was in de jaren 1958-1961 landelijk nieuws en een teken van groei van Goedkoop. Het werd omschreven als markant, joyeus, prachtig etc. Tijdens de bouw groeide Goedkoop gewoon door. Architect Dekeukeleire moest bij het ontwerp rekening houden met verdergaande groei en beschutting van de (groeiende) vloot.
Goedkoop centraliseerde de kantoren aan de Vismarkt en loodsen in de Coenhaven. Ze wilden er niet nog een vestiging bij hebben. Op 26 april 1961 werd het gebouw officieel geopend, nadat het al eerder in gebruik was genomen. Ruim een half jaar later kwamen koningin Juliana der Nederlanden en echtgenoot op bezoek. Een foto uit 1972 laat zien dat het gebouw van Goedkoop destijds opvallend klein was tussen de grote opslagloodsen aan het IJ. 
In 1974 kwam een fusie tot stand tussen Goedkoop (havensleepdiensten) en Wijsmuller (zeesleepdiensten), nadat beide firma’s bestraft waren in de zogenaamde loodsenaffaire (prijsafspraken). De naam Goedkoop Havensleepdiensten BV bleef tot 1999 actief binnen Wijsmuller. 
In de loop der jaren verdwenen steeds meer havenactiviteiten van deze plek, uitmondend in de herontwikkeling van alle terreinen van het Westerdok. Havens en rangeerterreinen verdwenen om plaats te maken voor een woonwijk als ook de inrichting van IJdock met het Paleis van Justitie In de jaren negentig was er sprake van dat het gebouw van Goedkoop tegen de vlakte zou gaan. Van alle gebouwen aan dijk en het IJ bleef eigenlijk dit gebouw (en dan alleen het hoofdgebouw) staan, waarbij het dan juist opvallend groot uitpakt. De andere bebouwing, die bleef staan is een elektriciteitshuisje. Er waren plannen voor een verlenging van de Amsterdamse Metro naar het voormalig dok, doch dat zou er nooit komen. Vanuit de geschiedenis werd ook Het Stenen Hoofd bewaard, maar zonder loodsen.
In de loop der jaren vestigden steeds andere bedrijven in het gebouw, veelal toch te maken met havendiensten, zoals Mammoet Transport. In de 21e eeuw kwam hier het in 2004 opgerichte BNLA Architecten en andere dienstverleners (advocaten etc.).
Bij het Monumenten Inventarisatie Project werd gewezen op de overeenkomst die dit gebouw heeft met het gebouw van De Nederlandsche Bank van Marius Duintjer; het lijkt op een miniversie ervan. Het gebouw kwam in 2008 voor op de lijst Amsterdamse Top-100 Jonge monumenten.
Sinds 2017 is het gebouw gemeentelijk monument met vier redenen:
- stedenbouwkundig, deels gebouwd op water en deels in de dijk
- architectonische waarde binnen het functionalisme
- cultuurhistorie; het is een van de weinige gebouwen alhier die nog iets met de haven te maken hadden
- kunsthistorie: Gerrit van 't Net maakte voor de entree een aantal kunstwerken.

Kunsthistorica Yteke Spoelstra omschreef Haventaferelen als een van de grootste mozaïeken van Amsterdam van natuursteenscherven bij het onderzoek naar (te behouden) wandkunst in Amsterdam.